# اسپیکارد (میزوری)
اسپیکارد (به انگلیسی: Spickard) یک شهر در ایالات متحده آمریکا است که در شهرستان گراندی، میزوری واقع شده‌است. اسپیکارد ۱٫۶۳ کیلومتر مربع مساحت و ۲۵۴ نفر جمعیت دارد و ۲۵۱ متر بالاتر از سطح دریا واقع شده‌است.